# Deredoğan, Sarıkaya
Deredoğan là một xã thuộc huyện Sarıkaya, tỉnh Yozgat, Thổ Nhĩ Kỳ. Dân số thời điểm năm 2010 là 287 người.